# Cystangium pineti
Cystangium pineti är en svampart som beskrevs av Singer 1985. Cystangium pineti ingår i släktet Cystangium och familjen kremlor och riskor.   Inga underarter finns listade i Catalogue of Life.